# Mouvement Cinquième République
Pour les articles homonymes, voir Cinquième République.
 (août 2017).
Si vous disposez d'ouvrages ou d'articles de référence ou si vous connaissez des sites web de qualité traitant du thème abordé ici, merci de compléter l'article en donnant les références utiles à sa vérifiabilité et en les liant à la section « Notes et références ».
Le Mouvement Cinquième République (espagnol : Movimiento V [Quinta] República, MVR) est un parti de gauche au Venezuela. Il fut créé en 1998 pour soutenir la candidature de l'ancien président du pays Hugo Chávez (1954-2013). Il était membre de la COPPPAL. En 2007, il fusionne avec de nombreux autres partis politiques vénézuéliens de gauche au sein du Parti socialiste unifié du Venezuela.

## Fondateurs du parti
Le leader incontestable du parti est Hugo Chávez, entre autres dirigeants importants se distinguent :
- Diosdado Cabello qui avait participé avec Chávez à la tentative de coup d'État du 4 février 1992, il a occupé divers postes de ministres, fut vice-président et président pendant quelques heures à la suite du coup d'État contre le gouvernement de Chávez du 11 avril 2002 quand il fut expulsé du pouvoir par Pedro Carmona, ancien gouverneur de l'État de Miranda ;
- Jesse Chacón Escamillo, qui participa aussi à la tentative de coup d'État du 27 novembre 1992 et a occupé divers postes de ministère du gouvernement comme celui de la Communication, de l'Intérieur et de la Justice ;
- Cilia Flores, Francisco Ameliach, Luis Tascón, Darío Vivas, Iris Varela et Willian Lara furent les six députés à l'Assemblée nationale ;
- Nicolás Maduro, député puis ministre des Affaires étrangères et président depuis la mort de Chávez en mars 2013 ;
- Tarek William Saab fut député et plus récemment gouverneur de l'État d'Anzoátegui dans l'est du pays, puis procureur général depuis 2017, il a été aussi militant de diverses organisations des droits humains ;
- Juan Barreto, fut député et récemment maire-alcalde de Caracas ;
- Freddy Bernal, maire de la municipalité de Libertador à Caracas ;
- Eliécer Otayza, dirigeant du service de renseignement du gouvernement Dirección de los Servicios de Inteligencia y Prevención (DISIP), directeur de l'INCE et président de l'Institut national des terres (INTI) ;
- Luis Alfonso Davila parlementaire et président du Congrès, a occupé les charges de ministre de l'Intérieur, de la Justice et enfin des Affaires étrangères, a été aussi un dirigeant actif du parti.

De même furent des membres importants du parti : Luis Miquilena, chef de la Constituante qui a soutenu la constitution actuelle de 1999, et occupé divers postes ministériels comme celui de l'intérieur et de la justice, mais fut écarté du parti pour des affaires de corruption au sein du gouvernement ; Alfredo Peña, ancien constituant et ancien maire, passé à l'opposition lors de ses dernières fonctions.

## Ascension politique du MVR
Le MVR était le légataire du Mouvement révolutionnaire bolivarien - 200 (MBR-200) ; le changement de nom est dû à l'interdiction d'utiliser le nom de bolivarien, faisant référence au « père de la patrie », interdit d'utiliser au Venezuela comme le nom d'un saint. Aux élections de 1998, une coalition se présente sur la plateforme électorale Pôle patriotique avec divers partis de gauche dont, en dehors du MVR, le MAS, le MEP, le PPT et le PCV entre autres. La plateforme remporte 56 % des voix. La coalition néanmoins se dissout en 2000 quand le PPT se retire, ayant des divergences pour le programme électoral de cette année, n'empêchant pas le MVR de remporter une grande partie des élections de gouverneurs et maires, ainsi que la réélection de Chávez. Le MVR obtint 91 sièges sur 165 à l'Assemblée nationale, en faisant la somme des sièges obtenus par les partis alliés, le Pôle patriotique remporte 70 % des sièges de l'Assemblée.
Le reste des partis de la coalition chaviste continuent à collaborer avec le MVR jusqu'à ce que les dirigeants du MAS et du MVR lui-même se tournent vers l'opposition fin 2001 (nombre des transfuges furent élus députés au nom du MVR et la majorité parlementaire qualifiée fut affectée, mais pas la majorité absolue du Pôle patriotique). Ils quittent la coalition, étant contre 49 décrets-lois permettant la « Loi d'habilitation » qui donne le pouvoir à Chávez de gouverner par décret sans avoir besoin de recourir au Parlement, les membres du MAS appuyant la loi intègrent un nouveau parti dénommé « Movimiento Podemos » (« Mouvement Nous Pouvons »), et les anciens membres du MVR créent le parti « Solidaridad » (Solidarité). En même temps, le PPT se rapproche du MVR, intégrant une nouvelle coalition parlementaire dénommée le Bloque del Cambio (Bloc du Changement), regroupant les partis continuant à soutenir le MVR et Chávez.